# Pfarrkirche Mittersill

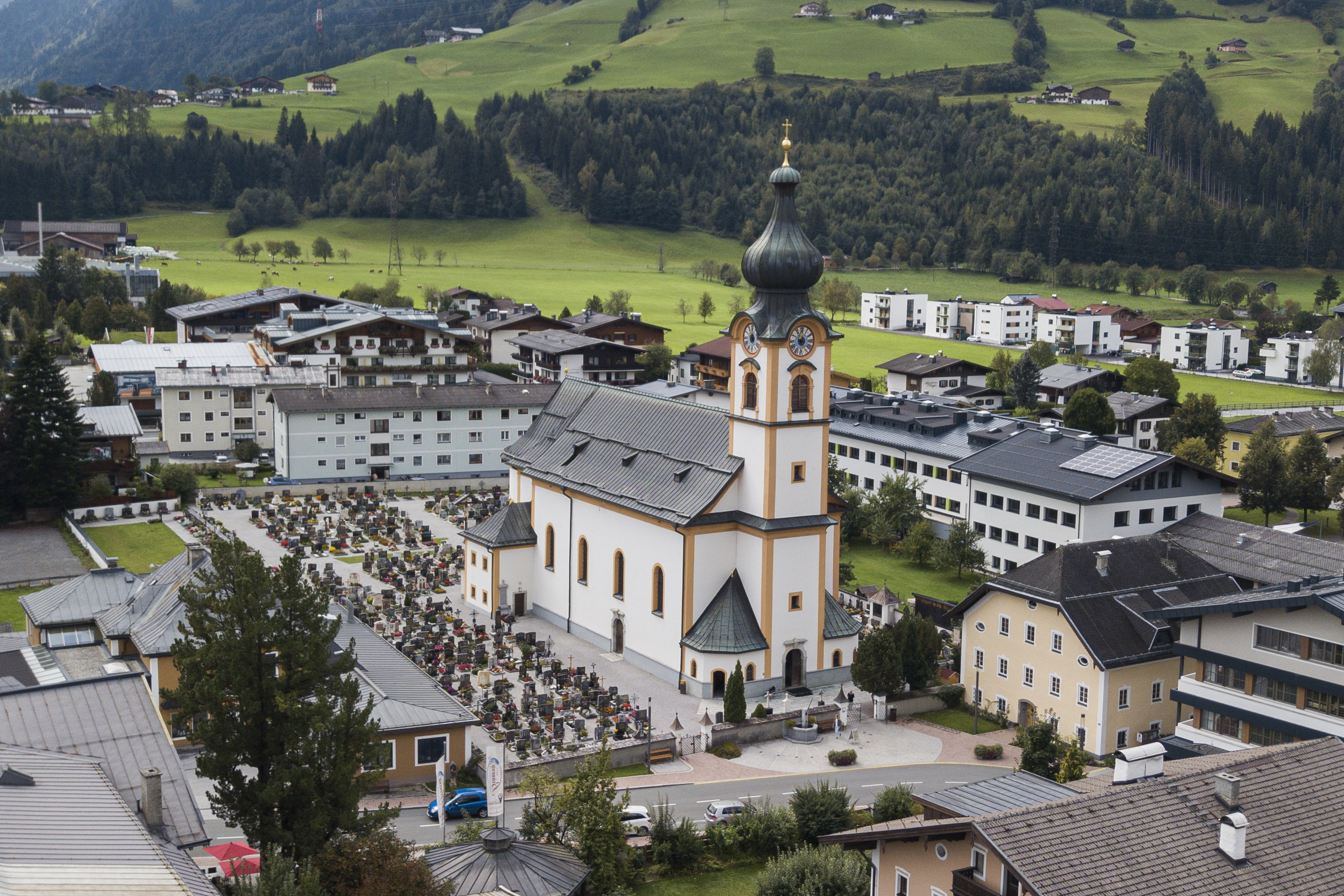
Katholische Pfarrkirche hl. Leonhard in Mittersill

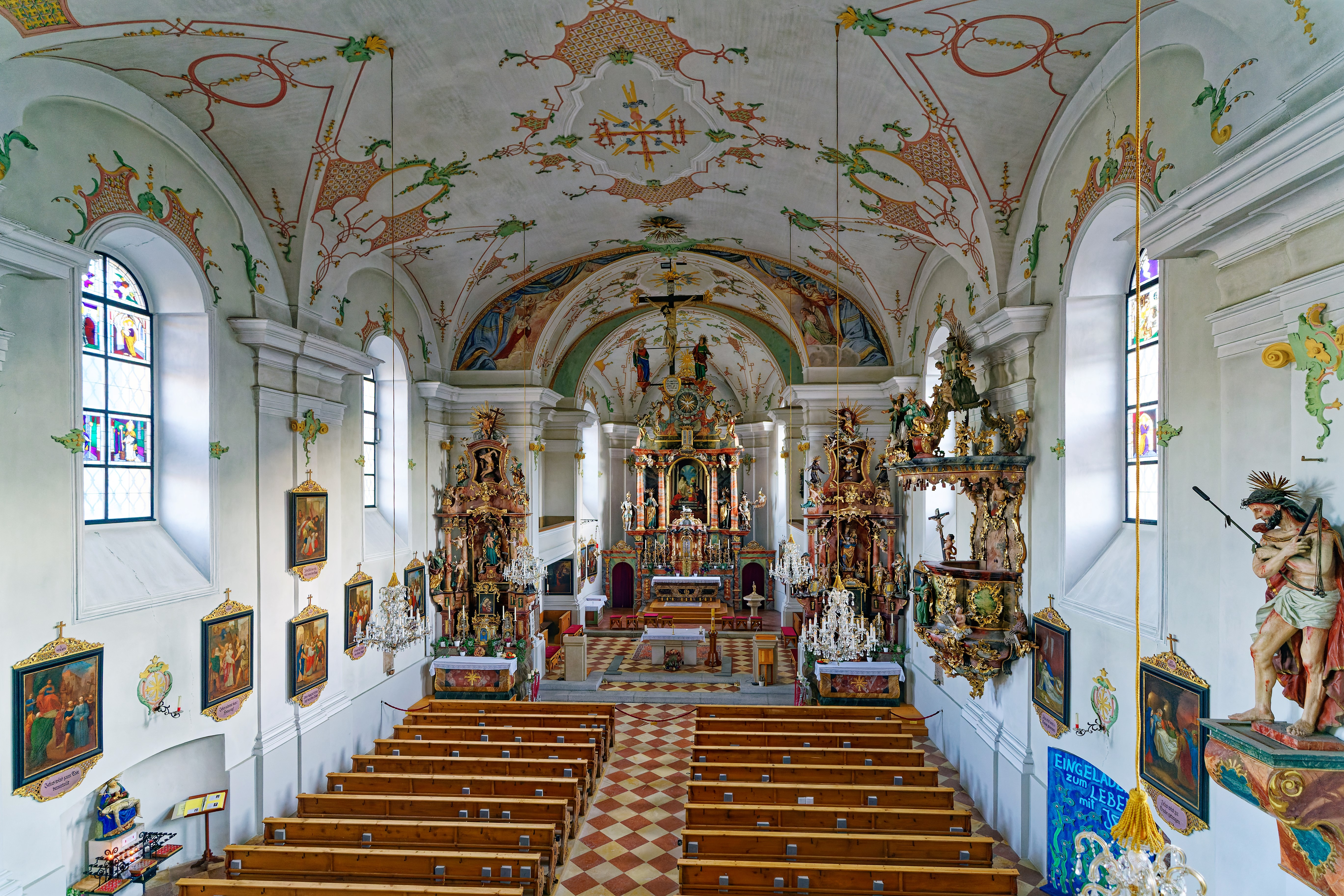
Langhaus, Blick zum Chor

Die römisch-katholische Pfarrkirche Mittersill steht im Süden des Ortes in der Stadtgemeinde Mittersill im Bezirk Zell am See im Land Salzburg. Die dem Patrozinium des Heiligen Leonhard von Limoges unterstellte Pfarrkirche gehört zum Dekanat Stuhlfelden in der Erzdiözese Salzburg. Die Kirche steht unter Denkmalschutz (Listeneintrag).

## Geschichte
Ein erster Kirchenbau wird für das 13. Jahrhundert angenommen. Nach einem Brand 1746 wurde die Kirche von 1747 bis 1749 nach den Plänen von Johann Kleber unter dem Bauführer Philipp Maurer neu erbaut. Restaurierungen erfolgten 1885, 1923 und außen 1981/1982.
Die Kirche war von 1812 bis 1820 und ab 1936 Dekanatskirche. Die Kirche wurde 1813 zur Pfarrkirche erhoben.

## Architektur
Der barocke Kirchenbau ist von einem Friedhof umgeben.
Das Kirchenäußere zeigt das Langhaus mit einem Putzsockel mit einem geschindelten Satteldach auf einer umlaufenden Hohlkehle, die nach Süden orientierte Kirche hat eine nördliche Giebelfront mit einem vorgestellten dreigeschoßigen barocken Turm, die Hohlkehle des Langhauses wird als Gesims weitergeführt, der Turm hat rundbogige Schallfenster und trägt einen Zwiebelhelm.

## Einrichtung
Der Hochaltar von 1756 wurde 1834 überarbeitet, er zeigt das Altarblatt „hl. Leonhard befreit Gefangene“ von Donato Arsenio Mascagni (um 1618), die Rückseite des Altarblattes zeigt den hl. Florian (1655), und trägt die Figuren der Heiligen Peter und Paul und die Konsolfiguren der Heiligen Heinrich und Florian um 1760.
Das barocke Orgelgehäuse beinhaltet ein Orgelwerk von Matthäus Maurachers Söhnen (1888). Zwei Glocken nennen Karl Wolfgang Gugg 1758 und 1764.